# Fjodor Ivanovič Mosolov
Fjodor Ivanovič Mosolov (rusko Фёдор Иванович Мосолов), ruski general, * 1771, † 1844.
Bil je eden izmed pomembnejših generalov, ki so se borili med Napoleonovo invazijo na Rusijo; posledično je bil njegov portret dodan v Vojaško galerijo Zimskega dvorca.

## Življenje
Leta 1775 je vstopil v Preobraženski polk, a je bil kmalu premeščen v Izmailovski polk, kjer je 12. januarja 1795 postal zastavnik. Čez šest let je postal stotnik. 
Leta 1802 je bil premeščen v Staroduboski dragonski polk s činom podpolkovnika. S polkom je sodeloval v bojih proti Turkom (1807); zaradi zaslug je bil 12. decembra 1807 povišan v polkovnika. 
17. decembra 1812 je bil polk preoblikovan v kirasirki polk, ki je bil v sestavi 15. brigade 5. konjeniške divizije. 15. julija 1813 je postal poveljnik Novgorodskega kirasirskega polka in 15. septembra istega leta je bil povišan v generalmajorja. 
Po veliki patriotski vojni je bil poveljnik 2. brigade 3. kirasirske divizije; 6. oktobra 1817 je postal poveljnik divizije in 25. junija 1820 je postal poveljnik 2. kirasirske divizije. Sodeloval je tudi v boju proti koleri v Moskvi. 
Leta 1834 se je upokojil.